# Chirosia hirtipedella
Chirosia hirtipedella este o specie de muște din genul Chirosia, familia Anthomyiidae, descrisă de Masayoshi Suwa în anul 1974. Conform Catalogue of Life specia Chirosia hirtipedella nu are subspecii cunoscute.